# La Glacerie
La Glacerie era un comune francese di 5 629 abitanti situato nel dipartimento della Manica nella regione della Bassa Normandia; dal 1º gennaio 2016 fa parte, come comune delegato, del nuovo comune di Cherbourg-en-Cotentin.
Fa parte del cantone di Tourlaville nella circoscrizione (arrondissement) di Cherbourg-Octeville.

## Storia

### Simboli
Lo stemma era stato adottato l'11 maggio 1984.
La Glacerie, prima di divenire comune autonomo nel 1901, fu una parrocchia di Tourlaville da cui riprende il campo azzurro dello scudo.
La prima vetreria del paese fu creata da Antonio de Caqueray che aveva una rosa rossa nel proprio blasone (d'oro, a tre rose di rosso). Alla sua morte Richard Lucas de Néhou fondò una seconda fabbrica che produceva cristalli, bicchieri e vetri per l'ottica, e il simbolo della sua famiglia erano tre scaglioni d'argento. Il giglio e i due specchi ricordano che la Manufacture royale de glaces de miroirs di Lucas de Néhou ha realizzato i vetri per la Galleria degli Specchi della Reggia di Versailles. La famiglia Oury, che fu l'ultima a dirigere la manifattura alla fine del XVIII secolo, portava un blasone d'argento, a cinque trangle di rosso. Nel XVII secolo venne edificata la cappella dei Vetrai (Chapelle des Verrieres), demolita negli anni Cinquanta del XX sec., il cui campanile è riprodotto sullo stemma.

## Società

### Evoluzione demografica
Abitanti censiti